# Cladenia venosa
Cladenia venosa är en fjärilsart som beskrevs av William Schaus 1911. Cladenia venosa ingår i släktet Cladenia och familjen nattflyn. Inga underarter finns listade i Catalogue of Life.